# RHS Garden Harlow Carr

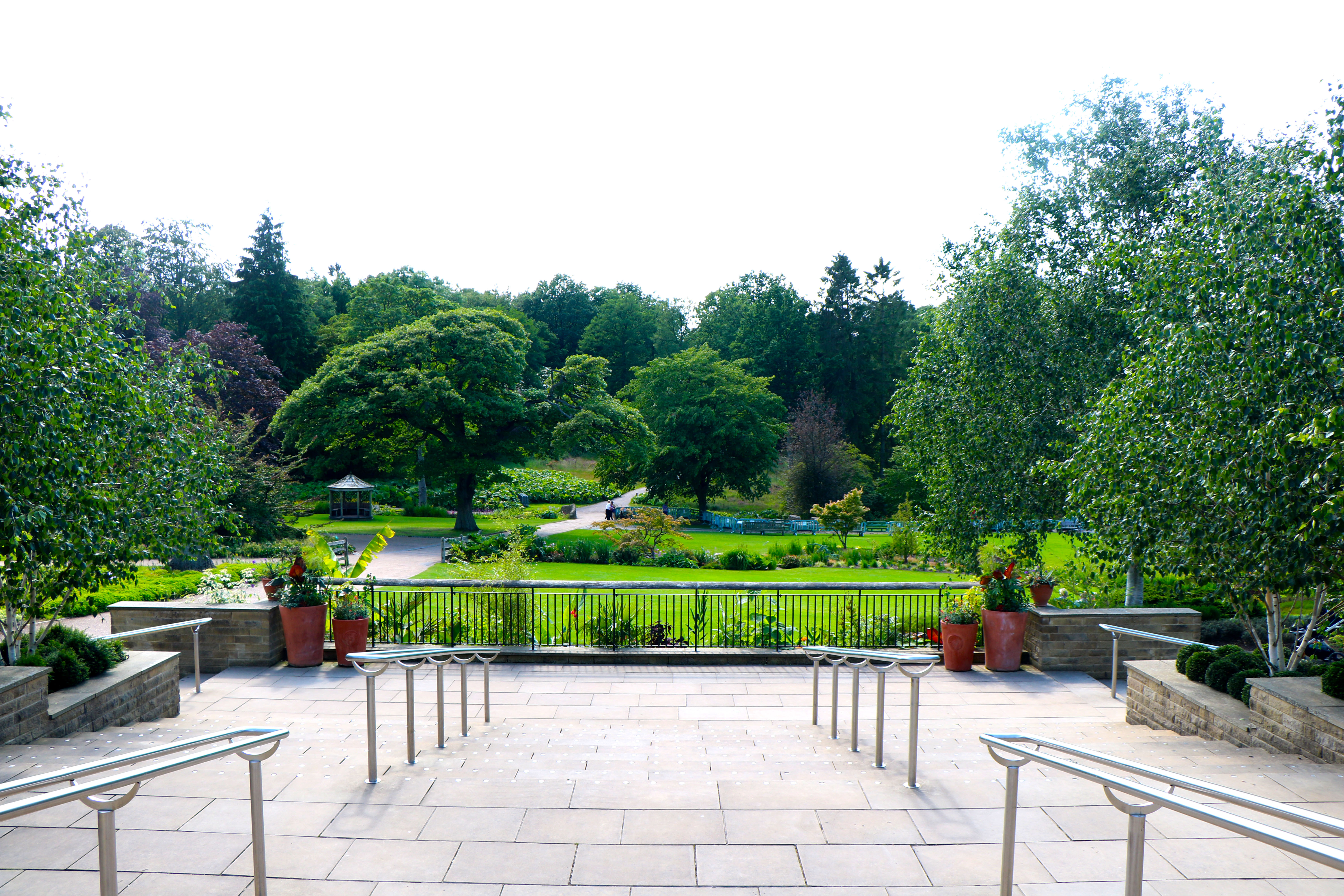
Haupteingang zum RHS Garden Harlow Carr mit Blick auf die „Main Borders“

Der RHS Garden Harlow Carr ist einer von fünf Schau-, Lehr- und Versuchsgärten der Royal Horticultural Society (RHS) in North Yorkshire, England. Anfänge des Gartens gehen in die Mitte des 19. Jahrhunderts zurück. 1950 wurde die heutige Gartenanlage von der Northern Royal Horticultural Society als Harlow Carr Botanical Gardens gegründet. Durch den Zusammenschluss der Northern Horticulture Society mit der Royal Horticultural Society ging der Garten 2001 in den Besitz der RHS über. Die heute 23,4 ha große Gartenanlage umfasst verschiedene Themengärten, große Grün- und Gehölzanlagen sowie Wasserflächen in Form von Bächen, Teichen und Seen. Wissenschaftlichen Studien dienen eine entsprechend ausgestattete Bibliothek sowie Versuchsflächen. Für die Aus- und Weiterbildung von Menschen aller Altersklassen gibt es ein Lernzentrum („Bramall Learning Centre and Library“) und den „Teaching Garden“. Besucher können neben einem Informationszentrum auch einen Besuchershop, eine Filiale von Bettys Tea Room und ein Gartencenter aufsuchen.

## Geschichte

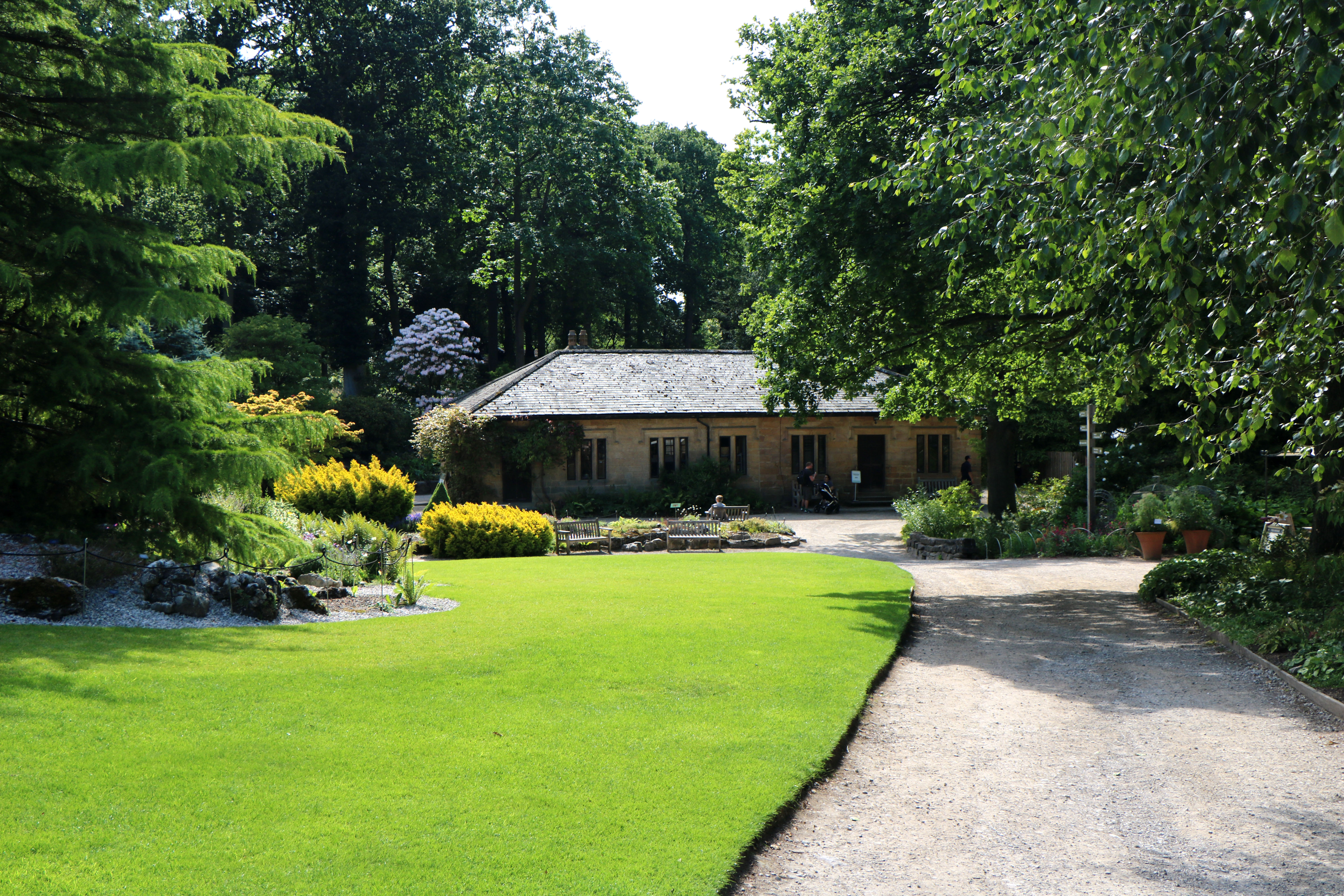
Badehaus von 1844 mit eingefasster schwefelhaltiger Quelle

1734 wurden im früheren königlichen Jagdgebiet Knaresborough-Wald bei Harrogate, North Yorkshire, heiße Schwefelquellen entdeckt. Erst 1840 ließ der damalige Landbesitzer, Henry Wright, dann eine der Quellen einfassen und baute ein Hotel und ein Badehaus dazu. Um die Gebäude herum wurde ein erster Garten mit Bäumen, Sträucher, Pflanzenrabatten sowie Spazierwege und Bänke angelegt. 1946 gründete sich die Northern Horticultural Society mit dem Ziel der Förderung und Entwicklung der Wissenschaft, Kunst und Praxis des Gartenbaus unter besonderer Berücksichtigung der Bedingungen in Nordengland. Dazu wurden 10,5 ha rund um die bestehende Badeanlage auf dem Harlow Hill gepachtet und 1950 konnte die Gesellschaft die Harlow Carr Botanical Gardens eröffnen. Die Gartenanlage wurde ursprünglich zu Studienzwecken, hauptsächlich der Eignung und Anpassung unterschiedlichster Pflanzen an das Klima Nordenglands, genutzt. Aus dem alten Badehaus wurde 1958 eine Bibliothek und ein Studiengebäude und das Gelände wurde sukzessiv auf die heutige Größe von 23,4 ha erweitert.
Nach der Verschmelzung beider Gesellschaften wurde der nun als RHS Garden Harlow Carr bezeichnete Garten weiter ausgebaut. Das erste große Bauprojekt war das Alpine House, 2010 wurde ein neues Lernzentrum mit Bibliothek und Klassenräumen für besuchende Schulklasse und interessierte Besucher errichtet. Das erst 2013 geschlossene frühere Hotel, das Harrogate Arms, und das umliegende Gelände wurde 2014 endgültig von der RHS erworben. Es gibt Pläne, das Gebäude zu restaurieren und neue Gärten im Umfeld anzulegen sowie die historische Verbindung zum Quellenhaus wiederherzustellen. 2012 wurde die Thaliana Bridge über den Queen Mother’s Lake errichtet. In ihrem Design findet sich das Muster der Sequenz eines Chromosoms von Arabidopsis thaliana wieder, inspiriert durch die pflanzenphysiologischen Arbeiten der Botanikerin Rachel Leech an der Universität in York mit dieser Modellpflanze. 2019 wurde RHS Garden Harlow Carr von rund 447.000 Personen besucht. 2024 betrug die Besucherzahl etwa 492.000 Personen.

## Gartengestaltung

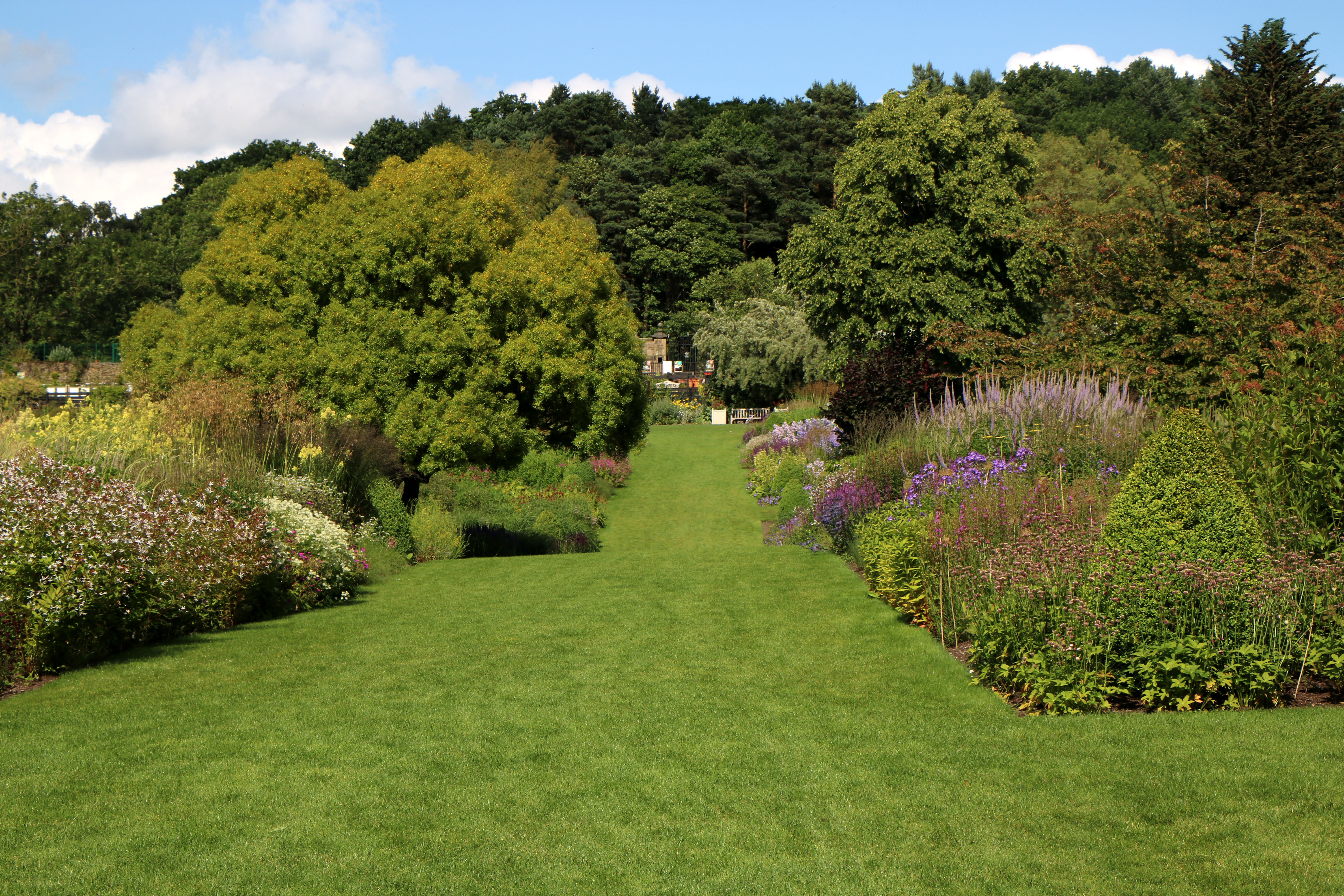
Gartenbereich „Main Borders“

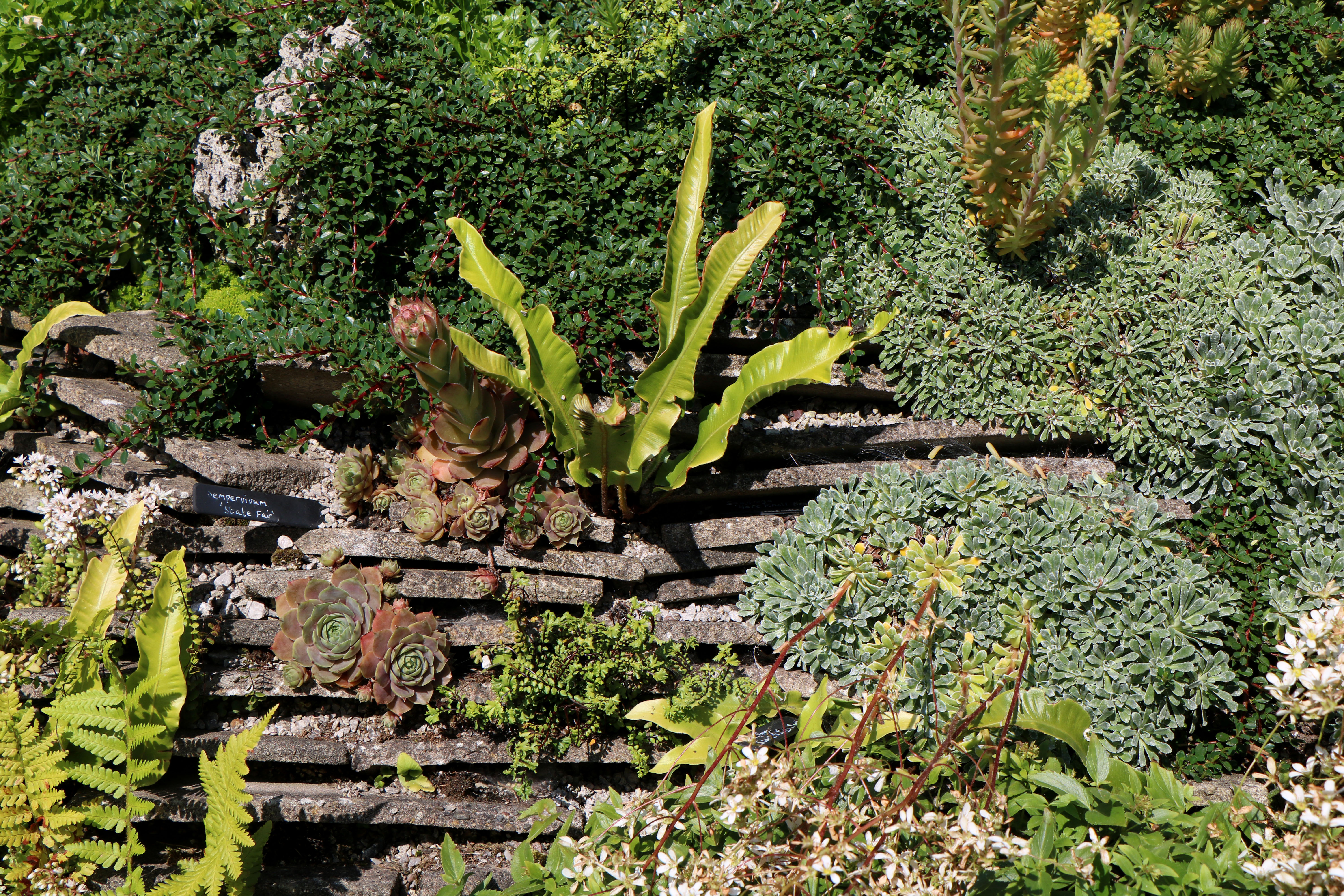
Trockenmauerbepflanzung am Alpine House

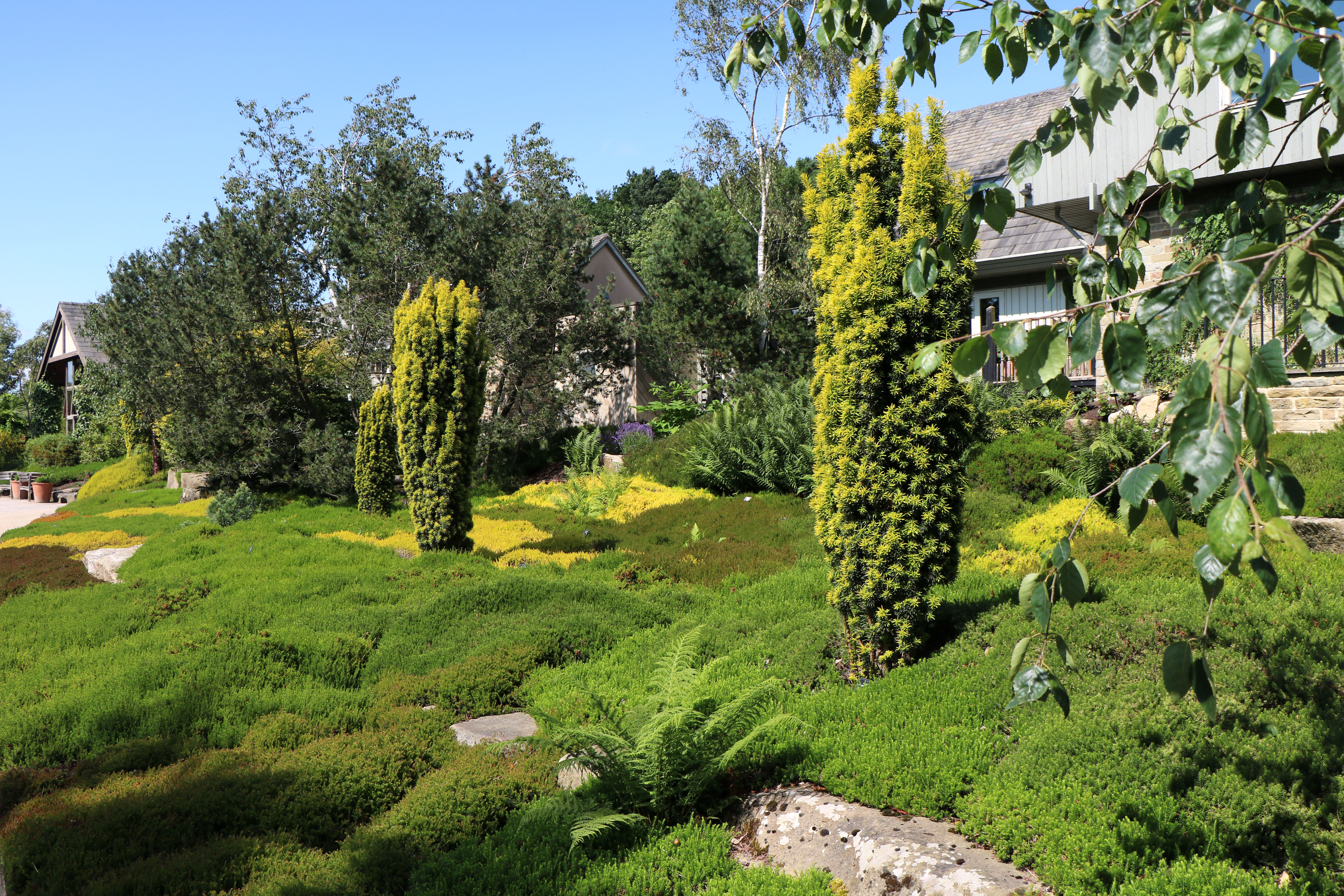
Heidekrautbeete im Sandstein Rock Garden

Der Garten mit seinen über 23 ha teilt sich in einzelne größere und kleinere Bereiche auf. Zusammengefasst bilden sie zwei größere Gartenbereiche: den vorderen Bereich mit Eingangsgebäude, Bibliothek, Lernzentrum, Gastronomie und einem Gartencenter. Dazu gibt es eine Vielzahl einzelner Themengärten, Schaugewächshäuser und so genannte „walks“ und „borders“, Themenpflanzungen entlang eines Stück Weges oder entlang des Bachlaufs. Ein längerer Bach, der horizontal zum Haupteingang und zu dem vorderen Gartenbereich verläuft, mündet auf der linken Seite in den Queen Mother’s Lake, die größte Wasserfläche im Park. Er grenzt den vorderen Gartenbereich von dem dahinterliegenden Waldbereich ab. Hier finden sich die verschiedensten Baumarten, entweder als Wald oder in einem Arboretum. Dazu kommen verschiedene Kinderspielplätze und eine größere Wildblumenwiese. Im Waldbereich finden sich zudem schattenliebende Stauden als Unterpflanzung. An der rechten Parkseite befindet sich das bereits erwähnte Bath House, die Keimzellen des Gartens sowie die neugestalteten Flächen rund um das Harrogate Arms Café, dem früheren Hotel.

### Themengärten, Schauhäuser und Walks (Auswahl)
- Main Borders: Ein größerer Gartenbereich aus dem ursprünglichen Botanischen Garten der 1950er Jahre. Entlang einer Achse, ausgehend vom Eingangsbereich hin zu dem Waldgebiet, befinden sich reichhaltig gepflanzte gemischte Themenrabatten aus Gehölzen, Sträuchern, Gräsern, Stauden, Zwiebel- und Knollenpflanzen umgeben von englischen Rasenflächen. Die Main Borders enden im Wald an einer Reihe dorischer Säulen, die zu dem Kurbereich der Anlage im 19. Jahrhundert gehören. Themenrabatten sind beispielsweise Mediterranean Border, White Border, Sun Border oder Subtropical Border.
- Scented Garden: Ein Duftgarten mit einer Zusammenstellung stark duftender Pflanzen wie Duftrosen, Lavendel, Schneeball oder Mahonia auf engem Raum in einem von Hecken umgebenden Hof
- Alpine House: circa 2000 unterschiedliche alpine Stauden aus Bergregionen der ganzen Welt, in Form von Schaupflanzungen in Trögen aus Tuffstein und an Mauern dargestellt
- Sub-Tropicana Garden: ein subtropischer Garten mit in North Yorkshire exotischen Bäumen wie Blauglockenbaum, Trompetenbäume, Eucalyptus, Palmfarnen aus Neuseeland (beispielsweise Dicksonia antarctica), Chinesische Hanfpalmen, verschiedene Bambusarten sowie ein Gewächshaus für die Überwinterung der empfindlicheren Pflanzen
- Sandstone Rock Garden: bereits in den 1950er Jahren als einer der ersten Gärten angelegt. In der heutigen Zeit sind hier vor allem immergrüne Gehölze oder solche mit ausgeprägter Herbstfärbung wie beispielsweise Japanischer Ahorn zu finden. Ergänzt wird der insgesamt sehr bunte Garten durch große Flächen mit über 20 verschiedenen Heidekräuterarten und -sorten.
- Kitchen Garden: mit Übernahme des Gartens durch die RHS angelegt, zeigt der Garten eine Mischung aus essbaren Pflanzen und Zierpflanzen, die größtenteils in der Gegend heimisch sind. Auch alte Gemüse- und Obstsorten werden angebaut. Zudem werden Pflanzen gezeigt, die für Flechtarbeiten sowie zur Färbung von Stoff geeignet sind. Ursprünglich war der Schaugarten dazu gedacht, Besuchern zu zeigen, was auf stark lehmhaltigen Boden und auf sehr windigen Flächen gepflanzt werden kann.
- Teaching Garden: die Anlagen links des Lernzentrums bestehen aus verschiedenen Teilgärten, die verschiedene Pflanzen- und Pflanzen-/Tiergesellschaften aufweisen. So lernen Kinder beispielsweise mit einem Teich und Teich- und Uferpflanzen und den tierischen Wasserbewohnern die typische Flora und Fauna dieses Habitats kennen. Andere kleinere Gartenanlagen geben einen Überblick über nektarliefernde Pflanzen und ihre Bedeutung für Insekten. Ein eigenes Gartenprojekt, die „Hedgehog Street“, wurde 2018 mit dem People’s Trust for Endangered Species und der British Hedgehog Preservation Society ins Leben gerufen. Drei kleinere, unterschiedlich gestaltete, benachbarte Gärten wurden eigens als Lebensraum für die in England zurückgehende Maulwurfpopulation gestaltet und zeigen, wie mit bestimmten einfachen Maßnahmen ein Lebensraum für eine bedrohte Tierart geschaffen werden kann.
- Streamside Walk: An der gesamten Länge des Bachs entlang zieht sich der Streamside Walk mit verschiedenen Bepflanzungen im und am Bach.
- Lakeside Gardens: Am Queen’s Mother Lake liegen die Lakeside Gardens, die einen Überblick über verschiedene Gartenarchitekturkonzepte im Laufe der Zeit geben: so gibt es einen im Edwardianischen Stil gehaltenen Garten nach den gartenarchitektonischen Vorstellungen der damals angesehensten Gartengestalterin in England, Gertrude Jekyll und ihrem Partner, dem Architekten Edwin Lutyens, ein Garten der Kontraste nach Ideen von Gertrude Jekyll sowie einen weiteren Garten im Stil von John Brookes, der den vorherrschenden typischen Gartenarchitekturstil der 1970er Jahre widerspiegelt und weitere Gärten wie der neueste, ein Garten im Zeichen des Klimawandels.

## Gartenbauliche Forschung
Gemäß der Gründungsaufgabe werden im RHS Garden Harlow Carr auch pflanzenbauliche Versuche auf eigenen Versuchsflächen betrieben. Es gibt verschiedene Forschungsthemen wie beispielsweise Erhaltung und Biodiversität, Pflanzengesundheit oder umweltfreundliches Gärtnern. Oft geht es um Fragen der klimatischen Eignung und Anpassung von Pflanzen am lokalen Versuchsstandort. Versuchsergebnisse werden in der Regel in der RHS-eigenen Publikationsreihe „The Garden“ publiziert. Die Versuche in RHS Garden Harlow Carr sind in das globale Versuchsprogramm der RHS (RHS Science Strategy 2020–2025) eingebunden.